# Austin Petersen

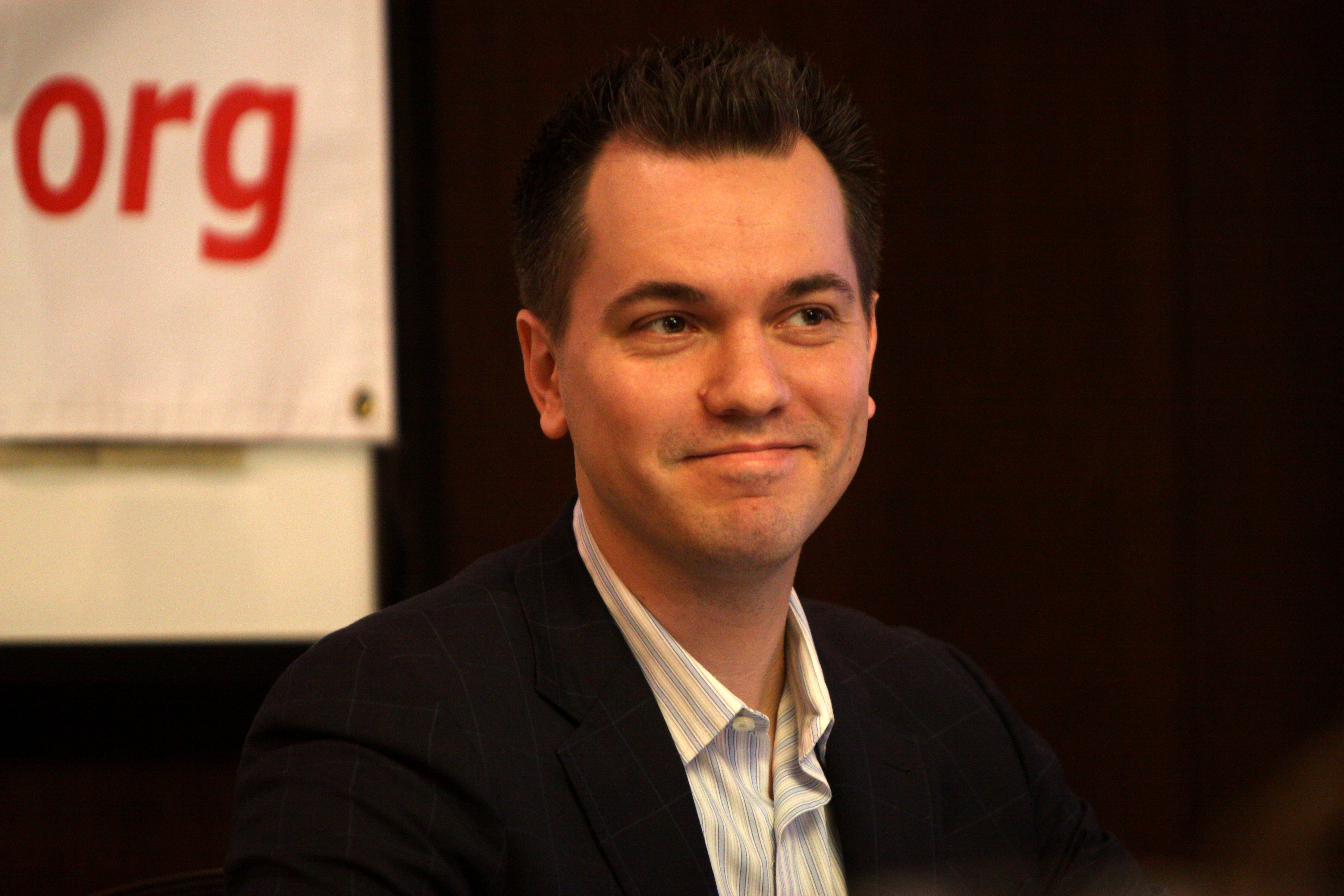
Austin Petersen (2013)

Austin Wade Petersen (* 19. Februar 1981 in Independence, Missouri) ist ein US-amerikanischer Redakteur und Politiker der Republikanischen Partei. Er war Chefredakteur des Online-Magazins TheLibertarianRepublic.

## Leben
Petersen machte 1999 seinen High-School-Abschluss. Er ist Absolvent der Missouri State University im Fach Kunst (Fine Arts). Später war er Produktionsleiter bei FreedomWorks und Abteilungsleiter bei FAO Schwarz Spielwaren.
Von 2004 bis 2008 hatte Petersen diverse Auftritte in Filmen und Bühnenwerken in den ganzen Vereinigten Staaten.
Petersen arbeitete im Jahre 2008 bei dem Libertarian National Committee als Freiwilligenkoordinator und wurde später zum Leiter der Öffentlichkeitsarbeit befördert. Er war Mitglied einer Social-Media-Kampagne um Andrew Napolitano und seiner neuen Fernsehshow FreedomWatch auf dem Fox Business Network. Die Show wurde 2012 eingestellt. Petersen hatte diverse Auftritte bei dem staatlichen russischen Propagandasender RT (Russia Today) und bei Fox News.
Petersen bewarb sich im Oktober 2015 um die Präsidentschaftskandidatur der die Libertarian Party. Er unterlag Gary Johnson in den Vorwahlen.

### Senatswahl 2018
2017 kandidierte er erfolglos als Republikaner gegen die Demokratin Claire McCaskill für den US-Senat.
Zu seinen Unterstützern(Endorsement) gehörten unter anderem der Schauspieler Mark Pellegrino und auch der ehemalige republikanische Abgeordnete Bob Barr aus Georgia.

## Politische Positionen
Petersen sieht sich selbst als konstitutioneller Libertarier, welche auch eine konservative Platform verfolgt. Er setzt sich stark für das Recht auf Waffenbesitz und den 2. Zusatzartikel zur Verfassung der Vereinigten Staaten ein. 2013 veranstaltete er den „Toy Gun March“ in Washington, D.C., in der das sichere und verantwortliche Tragen von Waffen beworben wurde. Die Teilnehmer brachten Wasser- und andere Spielzeugpistolen mit. Die Veranstaltung wurde auch als Protest gegen Obamas Versuch, den Waffenbesitz stark einzuschränken, benutzt.
Petersen ist Abtreibungsgegner. Er schlug auch im Fall seiner Nominierung zum Präsidenten der Vereinigten Staaten vor, den Penny Plan dem Kongress vorzulegen. Dabei geht es darum, die Ausgaben des Staates und deren Schulden zu senken, indem je ein Prozent der Ausgaben pro Regierungsbehörde gekürzt werden und gleichzeitig das derzeit gültige Steuersystem umgebaut wird, das sich nach seiner Auffassung gegen die arbeitende Bevölkerung richte. Petersen will mit einer niedrigeren Pauschalbesteuerung die staatlichen Aufgaben auf seine Kernfunktionen beschränken. Die übrigen Aufgaben sollten nach Möglichkeit auf freiwilliger Basis finanziert werden sowie durch Mautgebühren oder durch Lotterien wie die durch George Washington ins Leben gerufene Mountain Road Lottery.

## Kontroversen
Im Sommer 2015 geriet Petersen in einer Internet-Radioshow in einen Streit mit dem Moderator, in dessen Verlauf Petersen unter anderem mit dem pyramidenförmigen Haufen an Mösen, in dem ich regelmäßig schwimme prahlte (the pyramid pile of pussy that I swim in on a regular basis).
Von Glenn Beck auf diesen Streit angesprochen, verteidigte er sich damit, er habe eine Bekannte verteidigt, deren Ehre der Moderator der Internet-Radioshow durch das Versenden eines Nacktfotos verletzt habe.